# コウテイの銀蛾・流電音
『コウテイの銀蛾・流電音』（コウテイのギガ・ルデオ）は、お笑いコンビのコウテイ（九条ジョー・下田真生）がパーソナリティーを務めるMBSラジオのラジオ番組。

## 概要
MBSラジオ演芸 第8回ヤングスネーク杯優勝による冠特番として2020年1月27日に初放送される。2020年4月25日に第2弾が放送され、2020年11月1日よりレギュラー放送が毎週日曜日に30分番組として開始。2020年12月4日から2021年3月19日まで、毎週金曜日に55分番組として生放送された。2021年4月より、これまでのレギュラー放送の時間帯がプロ野球中継の時間枠となるため、月1回で１時～2時間ほど放送される。8月は放送枠がとれず、ネット有料配信となった。2021年10月8日金曜（7日木曜の深夜）から30分番組として週1回の放送。
しかし、コウテイ九条が体調不良により休演が続いたうえ、2023年1月末に解散し、それぞれピン芸人として活動することになったため、解散直後の2月3日未明（2日深夜）放送分をもって打ち切りとなることが発表された（ただ、解散発表直後に当たる同年1月27日未明（26日深夜）は、その解散決定前にすでに収録していた番組（ゲストコーナー：滝音）を放送したため、このことには触れていなかった）。このため、2月10日未明（9日深夜）から3月いっぱいは暫定的にこの番組の後に放送されていた「犬さやの遠吠え!やってまーす」と「Mラジ Music Treasures」をそれぞれ30分繰り上げて放送（後者は時間枠延長）することになった。 
番組公式Twitterハッシュタグは「#ギガルデオ」。リスナーの総称はラガルファ。
冒頭の10分弱ほどの間に自己紹介でお互いにボケ続けるのが恒例となっている。
番組ステッカーは作成されているが、コウテイの2人が「これは!」と思ったリスナー以外、基本的にはプレゼントしない方針となっている。
番組内で時折、当ラジオを担当する放送作家がトークに登場することがある。

## コーナー
自己紹介
コウテイの2人が自己紹介で名乗る偽の名前を募集するコーナー。
シリトリ○○！
リスナー2人と電話を使って勝敗を競うコーナー。下田と九条がそれぞれ1人ずつのリスナーとチームを組み、メンバーとなったリスナーと2人でしりとりをする。ゲーム内では課題曲が用意されており、最終的にその曲のタイトル（またはフレーズ）の頭文字に繋がるようにしりとりを終わらせ、最後にその曲のタイトル（またはフレーズ）をメンバーのいずれかがコールするまでのタイムを競う。コーナー名およびコールするフレーズは課題曲によって変わる（下記の表を参照）。
| 楽曲               | 楽曲        | 楽曲 |
| 曲名               | 歌手名      | 備考 |
| ------------------ | ----------- | --- |
| 気分上々↑↑         | mihimaru GT | コーナー名は「シリトリGT」。 |
| 六本木～GIROPPON～ | 鼠先輩      | コーナー名は「シリトリギロッポン」。最終的に「鼠先輩」とコールすればクリア。                                                                                                   |
| ミツバチ           | 遊助        | コーナー名は「シリトリぶぶんぶん」。最終的に「ぶぶんぶん」とコールすればクリア。番組内で度々、話題に取り上げられる曲でもある（詳細は後述のコーナーイタコ de ユースケを参照）。 |

クイズ☆何の咀嚼?
リスナーが何かを食べている咀嚼音をコウテイが聴き、何を食べているかを当てるコーナー。
バトル オブ 嘘の噂!
有名人や有名な物などの嘘のウワサ話をリスナーからメールで募集。それを下田と九条がそれぞれピックアップし、交互に読み上げる。2人の発表が終わるとスタッフ3人による投票制のジャッジが行われ、得票数の多い方のポイントとなる。これを複数回繰り返し、最終的にポイント数の多い方の勝利となる。
ギガルデ 夜の即興劇場
九条・下田のどちらかがが即興ナレーションと効果音を担当し、もう片方が即興演技を担当するコーナー。最初にスタッフからお題が発表され、それにそったストーリーを即興で演じていく。効果音を担当する側は任意のタイミングでSEのスイッチを操作するが、どのスイッチにどんな音が入っているかは押してみるまで分からない。
イタコ de ユースケ
九条がリスナーから遊助の楽曲「ミツバチ」を勧められたことをきっかけに遊助および彼の楽曲に心酔し、「御大」とまで呼ぶようになったことから始まったコーナー。九条がイタコとなって遊助を降霊させ、リスナーから募集した悩み事に助言する。

## 過去に登場したゲスト
- 金城昌秀（愛はズボーン）2021年1月1日放送回
- やまぐちたけし[10]（お笑い芸人）2021年5月1日放送回
- 金城昌秀 儀間建太 富永遼右 白井達也 (愛はズボーン) 2021年8月14日放送

## エピソード
- 2021年1月29日の放送では、下田の高校時代の担任の先生にアポなしで電話した[7]。
- NMB48の渋谷凪咲がリスナーであることを自身のYouTubeチャンネルで語っている[11]。

## 番組公式ファンクラブ
蟲衆楽 [有料サイト]
- 蟲衆楽-登録&ログイン
  - 亜亜蚊違舞
  - 天乱壊
  - 隠不尾命刺音
  - 幻帝音